# Rafael de la Fuente
Rafael de la Fuente (11 de novembro de 1986, Caracas, Venezuela) é um ator venezuelano. Ele ficou mais conhecido por interpretar Sammy Jo na série de televisão Dynasty.

## Filmografia
| Ano       | Título                      | Papel           | Notas                                                 | Ref.  |
| --------- | --------------------------- | --------------- | ----------------------------------------------------- | ----- |
| 2009      | Más sabe el diablo          | Jorge Giraldo   | Série de televisão                                    |       |
| 2011      | Aurora                      | Max             | Série de televisão                                    |       |
| 2011–2013 | Grachi                      | Diego Forlán    | Série de televisão; Elenco Recorrente (202 episódios) |       |
| 2014      | Every Witch Way             | Julio           | Série de televisão; Elenco Recorrente (20 episódios)  |       |
| 2014      | The One I Wrote for You     | Rafael Amato    | Filme                                                 |       |
| 2015      | Lift Me Up                  | Erik            | Filme                                                 |       |
| 2015–2016 | Empire                      | Michael Sanchez | Série de televisão; Elenco Recorrente (11 episódios)  |       |
| 2017      | When We Rise                | Ricardo Canto   | Minissérie                                            | [ 1 ] |
| 2017      | American Horror Story: Cult | Picnic Guy      | Episódio: "Election Night"                            |       |
| 2017–2022 | Dynasty                     | Sam "Sammy Jo"  | Elenco Principal                                      | [ 2 ] |